# San José el Idolo
San José el Idolo è un comune del Guatemala facente parte del dipartimento di Suchitepéquez.